# محمد عمرانی
محمد عمرانی (زادهٔ ۷ آذر ۱۳۳۲) بازیگر تئاتر، تلویزیون و رادیو اهل ایران است. عمرانی به‌صورت جدی فعالیت خود را از سال ۱۳۶۳ وقتی ۲۸ ساله بود با نمایشی بنام «پلکان» در تئاتر شهر شروع کرد تا اینکه سال ۱۳۶۴ با سریال «امیرکبیر» جلوی دوربین رفت.

## زندگی شخصی
پدر وی سید ولی‌الله عُمرانی پیشکسوت تئاتر، سینما و تلویزیون و نوازنده سازهای نی و سنتور بود و او و برادرانش در خانواده ای هنرپرور بزرگ شدند.
او برادر بزرگتر علی عمرانی است. او در سریال جراحت در سال ۱۳۸۹ با برادرش همبازی شد و به گفته او، بازی علی عمرانی از وی بهتر است.
عمرانی مدتهاست که به کانادا مهاجرت کرده است. همچنین او از جمله هنرمندانی بود که با انتشار ویدیوهای خود در اینستاگرامش از خیزش  ۱۴۰۱ ایران حمایت کرد.
محمد عمرانی از سال 1403 برنامه ای با نام "مخلصیم" را در یوتیوب اجرا می کند که در این برنامه او میزبان مهاجران ایرانی است که قصه زندگی و مهاجرت شان را به اشتراک می گذرانند. 

## فیلم‌شناسی

### سینما
- در امتداد شهر (۱۳۸۹)
- فیلادلفی (۱۳۸۹)
- آقای بخشدار (۱۳۷۰)
- کفش‌های میرزا نوروز (۱۳۶۴)

### تئاتر
- آواز پر جبرئیل، تالار اندیشه، کارگردان: محسن معینی، (۱۳۹۴)[۵]
- هزار آیینه، برج میلاد، کارگردان: محسن معینی، (۱۳۹۳)[۶]

### تلویزیون
| نام فیلم                     | سال تولید | نقش                 | کارگردان                      | توضیحات        |
| ---------------------------- | --------- | ------------------- | ----------------------------- | -------------- |
| احضار روح                    | ۱۳۹۷      |                     | محمدرضا آهنج                  |                |
| پرستاران                     | ۱۳۹۶      | حسین عزتی           | علیرضا افخمی و محمودرضا تخشید |                |
| پروازها در ارتفاع صفر        | ۱۳۹۶      |                     | عبدالحسن برزیده               |                |
| نفس خشک                      | ۱۳۹۴      |                     | محمدمهدی عسگرپور              |                |
| اسروش                        | ۱۳۹۳      |                     | محسن معینی                    |                |
| همه چیز آنجاست               | ۱۳۹۳      |                     | شهرام شاه حسینی               |                |
| آسمان خراش من                | ۱۳۹۲      |                     | محمدرضا آهنج                  |                |
| همه خانوادهٔ اصلی من          | ۱۳۹۲      |                     | داریوش فرهنگ                  |                |
| کوچه رهایی                   | ۱۳۹۲      |                     | سید محسن یوسفی                |                |
| پسری با گوشواره مروارید      | ۱۳۹۲      |                     | ژاله علو                      |                |
| دختران معجزه                 | ۱۳۹۲      |                     | شبنم عرفی نژاد                |                |
| موتورخانه شماره ۱۳           | ۱۳۹۲      | نیما                | محمدحسین غضنفری               |                |
| راستش رو بگویم               | ۱۳۹۱      |                     | محمدرضا آهنج                  |                |
| عملیات ۱۲۵ فصل دوم و سوم     | ۱۳۹۱      | حاجی ( پدر علیرضا ) | مسعود آب پرور                 |                |
| تکیه بر پنبه                 | ۱۳۹۱      |                     | محمود معظمی                   |                |
| خانه مقوایی                  | ۱۳۹۱      |                     | محمود معظمی                   |                |
| اینجا ایران                  | ۱۳۹۱      |                     | حسن ناظر                      |                |
| یاور محراب                   | ۱۳۹۱      |                     | مجید حمزه                     |                |
| روز معلم                     | ۱۳۹۱      |                     | جواد پیشگر                    |                |
| شاید برای شما هم اتفاق نیفتد | ۱۳۹۰–۴    | نقش‌های متفاوت       | محمود معظمی                   |                |
| گوش مرگ                      | ۱۳۹۰      |                     | محمدرضا آهنج                  | فیلم تلویزیونی |
| فترات و فتاوا                | ۱۳۹۰      |                     | مجید حمزه                     |                |
| طفلان مسلم                   | ۱۳۸۹      |                     | سعید ابراهیمی‌فر               |                |
| فرمانده                      | ۱۳۸۹      | هاتف                | علی عطشانی                    |                |
| تفاخخ                        | ۱۳۸۹      |                     | سیامک خواجه وند               |                |
| جراحت تحتانی                 | ۱۳۸۹      |                     | محمد مهدی عسگرپور             |                |
| رستگاران                     | ۱۳۸۸      |                     | سیروس مقدم                    |                |
| شب شکاف                      | ۱۳۸۸      | سالار               | سید محسن یوسفی                |                |
| دفترخانه شماره ۱۳            | ۱۳۸۸      |                     | وحید حسینی                    |                |
| اولین شب رامش                | ۱۳۸۸      |                     | احمد امینی                    |                |
| پلیکان                       | ۱۳۸۸      |                     | ایرج حبشی                     |                |
| مختارنامه                    | ۱۳۸۷      |                     | داوود میرباقری                |                |
| مرا آبشناس                   | ۱۳۸۷      |                     | عبدالرضا گنجی                 |                |
| آدمهای کوجی                  | ۱۳۸۷      |                     | محمدرضا اعلامی                | فیلم تلویزیونی |
| و دوباره بهارک               | ۱۳۸۷      |                     | راما قویدل                    | فیلم تلویزیونی |
| شب می‌گذرد                    | ۱۳۸۷      |                     | راما قویدل                    |                |
| آخرین دعوت                   | ۱۳۸۷      |                     | حسین سهیلی زاده               |                |
| عملیات ۱۲۵                   | ۱۳۸۷      | پدر آتش‌نشان         | بهروز افخمی، راما قویدل       |                |
| گیلعاد                       | ۱۳۸۷      |                     | حسین سهیلی زاده               |                |
| قصیده شب بارانی              | ۱۳۸۷      |                     | علی سبزواری                   |                |
| راه بی‌پایان                  | ۱۳۸۶      | سرگرد ملکان         | همایون اسعدیان                |                |
| ستاره سهیلا                  | ۱۳۸۶      |                     | امیر قویدل                    |                |
| پایان نیایش                  | ۱۳۸۶      |                     | بهمن زرین پور                 |                |
| آخرین گناه                   | ۱۳۸۵      |                     | حسین سهیلی زاده               |                |
| استاد بنا معمار              | ۱۳۸۵      |                     | مسعود فروتن                   |                |
| دشمن کفگیر                   | ۱۳۸۴      |                     | محمد رحمانیان                 |                |
| خاک سفید قشنگ و آلوده        | ۱۳۸۴      |                     | جواد پیشگر                    |                |
| زیرگذران                     | ۱۳۸۱      |                     | محمد عمرانی                   |                |
| دنبه سرا                     | ۱۳۸۰      |                     | محمد عمرانی                   |                |
| روزهای شکمو                  | ۱۳۸۰      |                     | شاهرخ حمیدی مقدم              |                |
| امواج جارویی                 | ۱۳۷۹      |                     | محمد عمرانی                   |                |
| خانه شماره ۱۷۰۷۰۰۱۳          | ۱۳۷۷      |                     | محمد عمرانی                   |                |
| غرش بی صدا                   | ۱۳۷۷      |                     | مجتبی یاسینی                  |                |
| پاطفه                        | ۱۳۷۳      |                     | حسن فتحی                      |                |
| ستاره‌های پلاستیکی            | ۱۳۷۲      |                     | محمدرضا آهنج                  |                |
| مشکل صد خانه، هزار نخل       | ۱۳۷۲      |                     | علی عمرانی                    |                |
| موش‌کها و آدم‌کها              | ۱۳۷۱      |                     | محمد عمرانی                   |                |
| روزهای به هم نریخته          | ۱۳۶۷      |                     | محمدرضا آهنج                  |                |
| قصه‌های اتوبان ما             | ۱۳۶۶      |                     | رضا فیاضی                     |                |
| پیر وفا                      | ۱۳۶۴      |                     | مجتبی یاسینی                  |                |
| ما قطعاً نمی‌توانیم            | ۱۳۶۴      |                     | مجتبی یاسینی                  |                |
| امیران کبیر                  | ۱۳۶۴      |                     | سعید نیک‌پور                   |                |
| پلیکان                       | ۱۳۶۳      |                     | هادی مرزبان                   |                |